# 暴いておやりよドルバッキー
『暴いておやりよドルバッキー』（あばいておやりよドルバッキー）は、筋肉少女帯の7枚目のシングル。1993年3月21日にトイズファクトリーより発売された。

## 収録曲
1. 暴いておやりよドルバッキー
（作詞：大槻ケンヂ / 作曲：本城聡章, 筋肉少女帯 / 編曲：筋肉少女帯）
  - 一見猫に見える宇宙生物ドルバッキーが、世の中に溢れる嘘や綺麗事を暴き真実を語るというストーリー。
  - 住友生命「年金プラン・楽しみ1番」CMソング[1]
2. 死んでゆく牛はモー
（作詞：大槻ケンヂ / 作曲：大槻ケンヂ, 筋肉少女帯 / 編曲：筋肉少女帯）
  - オリジナルアルバムには収録されず、後にシングルベスト『筋少の大水銀』に収録された。
3. 暴いておやりよドルバッキー （Instrumental Version）
（作曲：本城聡章, 筋肉少女帯 / 編曲：筋肉少女帯）